# 볏짚색과일박쥐
볏짚색과일박쥐(Eidolon helvum)는 큰박쥐과에 속하는 박쥐의 일종이다. 모든 아프리카 큰박쥐류 중에서 가장 널리 분포하는 대형 박쥐이다. 아라비아 반도 남서부 지역부터 사하라 이남 아프리카의 숲과 사바나 지역에 걸쳐 상당히 널리 분포한다. 개체수가 감소하는 경향때문에 IUCN 적색 목록에서 최근에 취약근접종으로 분류했다. 볏짚색과일박쥐는 최소한 10만, 때로는 백만 마리의 박쥐가 대규모로 집단을 형성하여 이동한다. 목과 등쪽은 누르스름한 갈색을 띠는 반면에 하체는 황갈색의 올리브색 또는 갈색이다.